# Ctenoplusia selagisma
Ctenoplusia selagisma är en fjärilsart som beskrevs av Claude Dufay 1972. Ctenoplusia selagisma ingår i släktet Ctenoplusia och familjen nattflyn. Inga underarter finns listade i Catalogue of Life.